# Cnemolia guineensis
Cnemolia guineensis là một loài bọ cánh cứng trong họ Cerambycidae.